# Якорь Болдта

Якорь Болдта авианосца «Рональд Рейган».

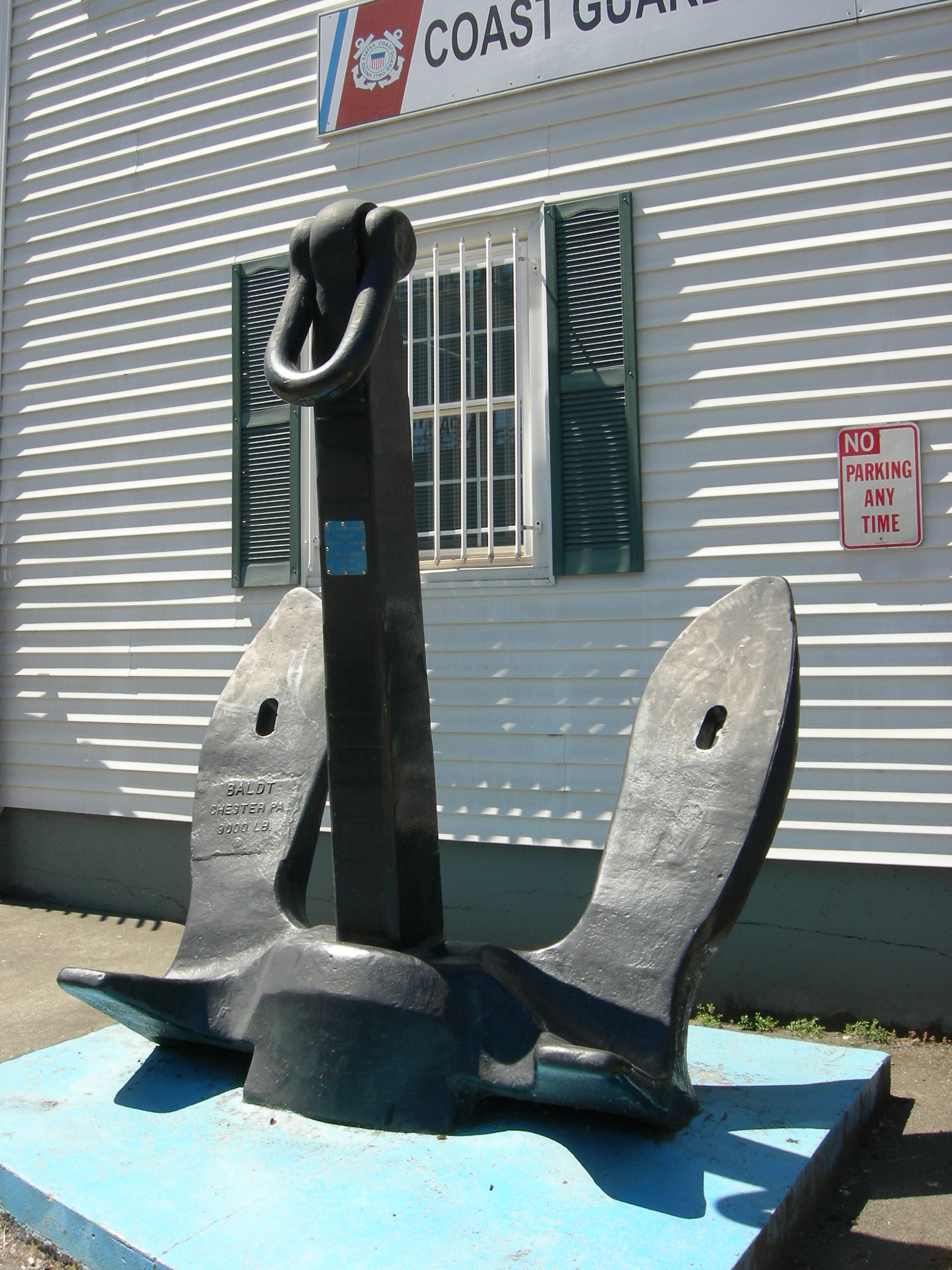
Якорь Болдта.

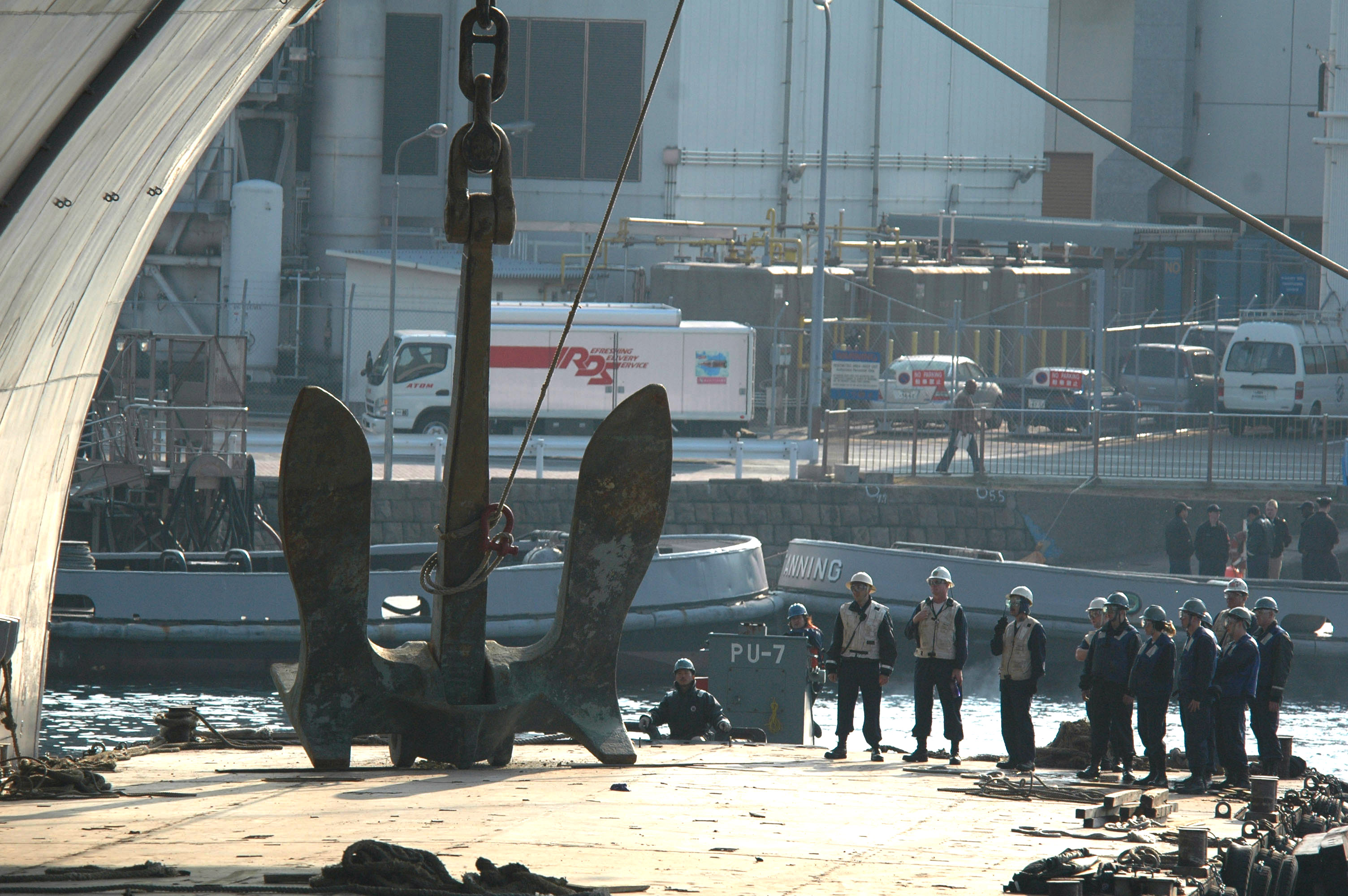
Якорь Болдта авианосца «Китти Хок».

Якорь Болдта  (англ. Baldt anchor) — литой бесштоковый якорь с шаровым соединением веретена и коробки. Запатентован в 1898 году инженером Фредериком Болдтом и был утверждён Американским бюро судоходства как типовой для военных кораблей США.
Якорь Болдта имеет длинные (более половины длины веретена) и довольно широкие лапы, что позволяет ему быстро и глубоко зарываться в грунт. Лапы способны отклоняться от веретена под углом 45 градусов. Веретено якоря заканчивается шаром, который подвижно соединяет его с литой коробкой. Шаровое соединение позволяет более плотно прижать к борту корабля втянутый в клюз якорь.
Якорями Болдта (весом около 30 тонн) оснащены крупнейшие военные корабли мира — атомные авианосцы типа «Нимиц».